# 水牛长妙吸虫
水牛长妙吸虫（学名：Carmyerius bubalis）为腹袋科长妙属的动物。分布于非洲以及中国大陆的福建等地，营寄生生活，宿主水牛、黄牛以及寄生于瘤胃。